# Mr. Logan, U.S.A.
Mr. Logan, U.S.A. is een Amerikaanse western uit 1918. De stomme film is verloren gegaan.
De werktitel van het scenario was Mysterious Logan. Het uiteindelijke resultaat was ook wel als Jim Logan, U.S.A. bekend.

## Verhaal
Tijdens de Eerste Wereldoorlog probeert J. Alexander Gage (Val Paul), een Duitse spion, een staking te forceren onder mijnwerkers in New Mexico en werkt daarvoor samen met de opzichter van de plaatselijke mijn. Hun plan is om de mijn op te blazen en de stakers ervan de schuld te geven. In het dorpje arriveert ook de geheimzinnige Jim Logan (Tom Mix) en die laat zijn oog vallen op Suzanne Morton (Kathleen O'Connor), het nichtje van de mijneigenaar. Gage krijgt het voor elkaar om Logan te laten arresteren, en ontvoert vervolgens Morton. De mysterieuze koriste Dolly Dugan (Maude Emory) helpt Logan te ontsnappen. Deze beëindigt op zijn beurt de staking, arresteert Gage en bevrijdt Morton. Naderhand blijkt dat Logan en Dugan allebei lid zijn van de Amerikaanse geheime dienst.

## Rolverdeling
| Acteur            | Personage                       |
| ----------------- | ------------------------------- |
| Tom Mix           | Jim Logan                       |
| Kathleen O'Connor | Suzanne Morton                  |
| Dick La Reno      | Oom Billy Morton                |
| Charles Le Moyne  | Jim Crosby                      |
| Jack Dill         | Olsen                           |
| Val Paul          | J. Alexander Gage, a.k.a. Meier |
| Maude Emory       | Dolly Dugan                     |
| Jack Curtis       | Acteur                          |